# Pseudobryopsis
Genre
Pseudobryopsis est un genre d'algues vertes de la famille des Bryopsidaceae.

## Liste d'espèces
Selon ITIS (5 mai 2013) :
- Pseudobryopsis myura

Selon AlgaeBase (5 mai 2013) et World Register of Marine Species (5 mai 2013) :
- Pseudobryopsis blomquistii Diaz-Pifferer, 1965
- Pseudobryopsis hainanensis C.K. Tseng, 1936
- Pseudobryopsis myura (J. Agardh) Berthold, 1904
- Pseudobryopsis oahuensis Egerod, 1952
- Pseudobryopsis papillata Nasr, 1944
- Pseudobryopsis planktonica Cassie, 1969
- Pseudobryopsis thikkodiensis Anil Kumar et Panikkar, 1993
- Pseudobryopsis venezolana (W. R. Taylor) K. -D. Henne et R. Schnetter, 1999